# Viaduc de Besnard
Le viaduc de Besnard, ou viaduc de Longueville, est un viaduc ferroviaire français de la ligne de Paris-Est à Mulhouse-Ville. Il permet le franchissement de la vallée de la Voulzie sur le territoire de la commune de Longueville, dans le département de Seine-et-Marne en région Île-de-France.

## Situation ferroviaire
Établie au-dessus de la vallée de la Voulzie, le viaduc de Besnard (ou de Longueville) est situé entre les points kilométriques (PK) 87,130 et 87,581 de la ligne de Paris-Est à Mulhouse-Ville, entre les gares de Maison-Rouge-en-Brie et de Longueville